# Oleg Rachmanin
Oleg Borisowicz Rachmanin (ros. Олег Борисович Рахманин, ur. 7 października 1924 w Dmitrowie, zm. 4 sierpnia 2010 w Moskwie) – radziecki polityk i dyplomata.

## Życiorys
Od 1939 kursant moskiewskiej szkoły artylerii, później kursant tomskiej szkoły artylerii, w latach 1942–1945 żołnierz Armii Czerwonej, dosłużył się stopnia porucznika. Po wojnie, w latach 1945–1946 pracował w Ludowym Komisariacie Spraw Zagranicznych ZSRR, od 1945 członek WKP(b), 1946–1949 pracownik Konsulatu Generalnego ZSRR w Changchunie. W latach 1949–1951 ponownie pracownik MSZ ZSRR, 1951–1953 uczył się w szkole sinologii w Pekinie, później eksternistycznie ukończył studia na Wydziale Stosunków Międzynarodowych Uniwersytetu Ludowego w Pekinie, następnie był II sekretarzem, potem I sekretarzem Ambasady ZSRR w Chinach. W latach 1960–1963 radca Ambasady ZSRR w Chinach, od 1963 referent Wydziału KC KPZR ds. Kontaktów z Partiami Komunistycznymi i Robotniczymi Państw Socjalistycznych, następnie kierownik sektora tego wydziału, 1958–1960 słuchacz Wyższej Szkoły Dyplomatycznej MSZ ZSRR. Od 1965 do maja 1968 zastępca kierownika Wydziału KC KPZR ds. Kontaktów z Partiami Komunistycznymi i Robotniczymi Państw Socjalistycznych, w latach 1968–1987 I zastępca kierownika tego wydziału, od 9 kwietnia 1971 do 24 lutego 1976 członek Centralnej Komisji Rewizyjnej KPZR. Od 5 marca 1976 do 23 lutego 1981 zastępca członka, a od 3 marca 1981 do 25 kwietnia 1989 członek KC KPZR, jednocześnie I zastępca przewodniczącego Zarządu Towarzystwa Przyjaźni Radziecko-Chińskiej, od 1987 na emeryturze. Później był członkiem Rady Naukowej Instytutu Historii Wojskowej Ministerstwa Obrony ZSRR. Deputowany do Rady Najwyższej ZSRR (1980-1989). Pochowany na Cmentarzu Wagańkowskim w Moskwie.

## Odznaczenia i nagrody
- Order Lenina (5 października 1984)
- Order Rewolucji Październikowej
- Order Czerwonego Sztandaru Pracy (dwukrotnie)
- Order Wojny Ojczyźnianej I klasy
- Order Przyjaźni Narodów
- Nagroda Państwowa ZSRR
- Medal „Za Odwagę”
- Order Suche Batora (Mongolska Republika Ludowa)